# Bundestagswahlkreis Frankfurt (Oder) – Oder-Spree
Der Wahlkreis Frankfurt (Oder) – Oder-Spree (Wahlkreis 63) ist ein Bundestagswahlkreis in Brandenburg. Er umfasst neben der Stadt Frankfurt (Oder) das Gebiet des Landkreises Oder-Spree. Bei der Bundestagswahl 2013 waren 191.385 Einwohner wahlberechtigt.

## Geschichte
Der Wahlkreis besteht in der jetzigen Form seit der Wahlkreisreform von 2002. Im Zuge der Reduzierung der Anzahl der Wahlkreise in Brandenburg von zwölf auf zehn wurde der Vorgängerwahlkreis 279 Frankfurt (Oder) – Eisenhüttenstadt – Beeskow um den Südteil des aufgelösten Wahlkreises 277 Fürstenwalde – Strausberg – Seelow vergrößert. Zum Wahlkreis 279 Frankfurt (Oder) – Eisenhüttenstadt – Beeskow gehörten die kreisfreien Städte Frankfurt Oder und Eisenhüttenstadt sowie die Landkreise Eisenhüttenstadt und Beeskow.
2005 hatte er die Wahlkreisnummer 63, 2009 die Nummer 64 und seit 2013 wieder die Nummer 63.

## Wahlkreisabgeordnete
Wahlkreis Frankfurt (Oder) – Oder-Spree bzw. Frankfurt (Oder) – Eisenhüttenstadt – Beeskow.
| Wahl | Abgeordneter | Abgeordneter       | Partei | Stimmen in % |
| ---- | ------------ | ------------------ | ------ | ------------ |
| 1994 |              | Winfried Mante     | SPD    | 42,4         |
| 1998 | 43,5         | Winfried Mante     | SPD    |              |
| 2002 |              | Jörg Vogelsänger   | SPD    | 43,9         |
| 2005 | 35,5         | Jörg Vogelsänger   | SPD    |              |
| 2009 |              | Thomas Nord        | LINKE  | 32,3         |
| 2013 |              | Martin Patzelt     | CDU    | 33,9         |
| 2017 | 27,1         | Martin Patzelt     | CDU    |              |
| 2021 |              | Mathias Papendieck | SPD    | 28,0         |
| 2025 |              | Rainer Galla       | AfD    | 38,2         |

## Wahlergebnisse

### Bundestagswahl 2025

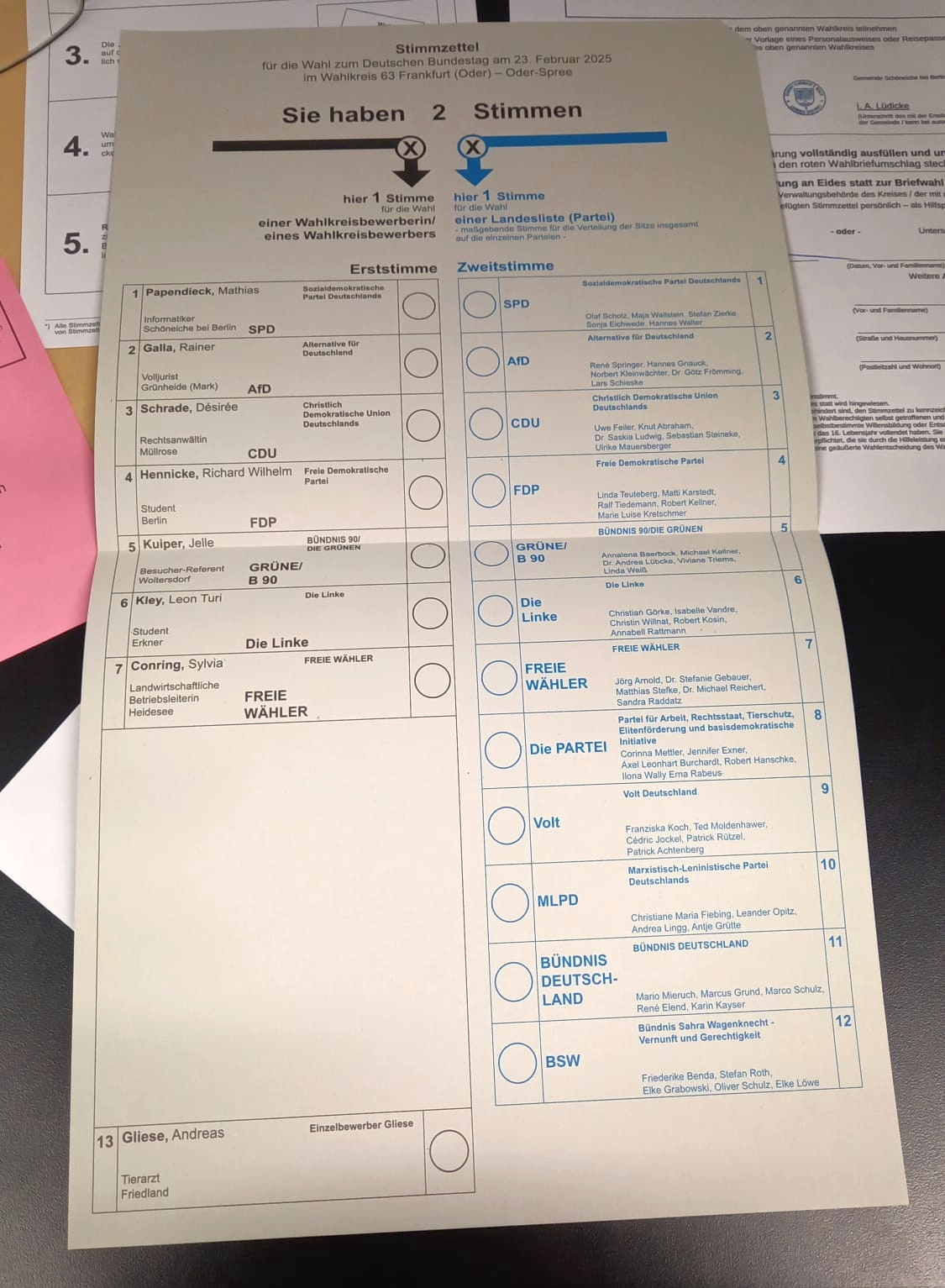
Wahlzettel zur Bundestagswahl 2025

| Kandidaten                                            | Kandidaten                | Parteien/Listen     | Erststimmen | Erststimmen | Zweitstimmen | Zweitstimmen |
| Kandidaten                                            | Kandidaten                | Parteien/Listen     | Stimmen     | %           | Stimmen      | %            |
| ----------------------------------------------------- | ------------------------- | ------------------- | ----------- | ----------- | ------------ | ------------ |
|                                                       | Mathias Papendieck        | SPD                 | 30.829      | 20,8        | 20.169       | 13,6         |
|                                                       | Rainer Gallagewählt im WK | AfD                 | 56.620      | 38,2        | 52.666       | 35,4         |
|                                                       | Désirée Schrade           | CDU                 | 27.856      | 18,8        | 24.737       | 16,6         |
|                                                       | Richard Hennicke          | FDP                 | 3.528       | 2,4         | 4.677        | 3,1          |
|                                                       | Jelle Kuiper              | GRÜNE               | 4.463       | 3,0         | 7.066        | 4,8          |
|                                                       | Leon Turi Kley            | DIE LINKE           | 16.785      | 11,3        | 15.771       | 10,6         |
|                                                       | Sylvia Conring            | FREIE WÄHLER        | 5.726       | 3,9         | 2.155        | 1,4          |
|                                                       | –                         | Die PARTEI          | –           | –           | 1.321        | 0,9          |
|                                                       | –                         | Volt                | –           | –           | 827          | 0,6          |
|                                                       | –                         | MLPD                | –           | –           | 151          | 0,1          |
|                                                       | –                         | Bündnis Deutschland | –           | –           | 403          | 0,3          |
|                                                       | –                         | BSW                 | –           | –           | 18.735       | 12,6         |
|                                                       | Andreas Gliese            | Einzelbewerber      | 2.388       | 1,6         | –            | –            |
| Gesamt                                                | Gesamt                    | Gesamt              | 148.195     | 100         | 148.678      | 100          |
|                                                       |                           |                     |             |             |              |              |
| Ungültige Stimmen                                     | Ungültige Stimmen         | Ungültige Stimmen   | 1.575       | 1,1         | 1.092        | 0,7          |
| Wähler                                                | Wähler                    | Wähler              | 149.770     | 79,7        | 149.770      | 79,7         |
| Wahlberechtigte                                       | Wahlberechtigte           | Wahlberechtigte     | 187.968     |             | 187.968      |              |
|                                                       |                           |                     |             |             |              |              |
| Quellen: Die Bundeswahlleiterin, Kandidaten – Stimmen |                           |                     |             |             |              |              |

### Bundestagswahl 2021

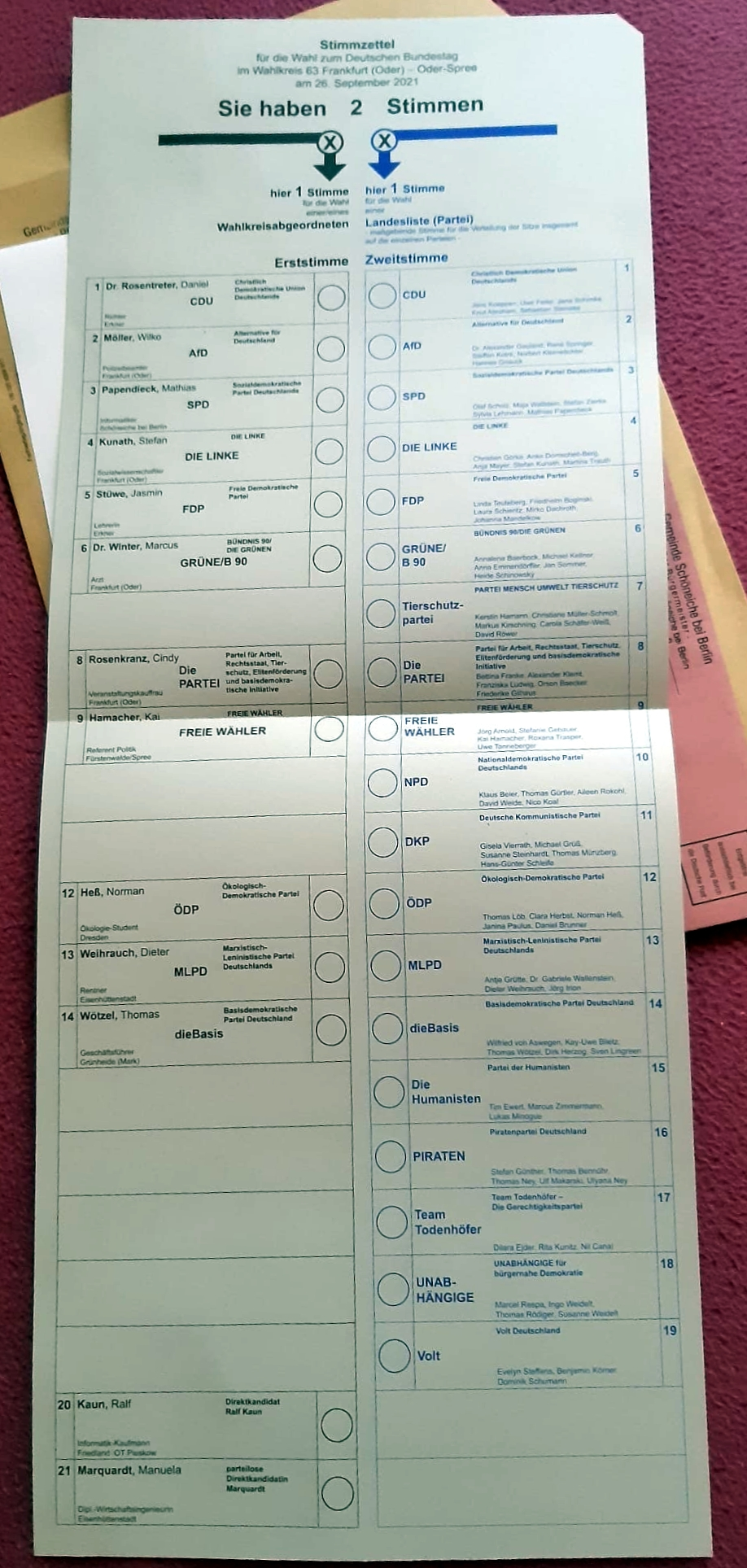
Wahlzettel zur Bundestagswahl 2021

Bei der Bundestagswahl 2021 sind für den Wahlkreis 63 19 Parteien mit Landeslisten und 13 Kandidaten für das Direktmandat angetreten. Die Wahlbeteiligung lag bei 74,4 %.
| Direktkandidat               | Partei           | Erststimmen in % | Zweitstimmen in % |
| ---------------------------- | ---------------- | ---------------- | ----------------- |
| Daniel Rosentreter           | CDU              | 16,3             | 14,1              |
| Wilko Möller                 | AfD              | 21,5             | 20,2              |
| Mathias Papendieck           | SPD              | 28,0             | 29,5              |
| Stefan Kunath                | DIE LINKE        | 11,2             | 9,6               |
| Jasmin Stüwe                 | FDP              | 7,1              | 8,8               |
| Marcus Winter                | GRÜNE            | 6,3              | 7,1               |
| –                            | Tierschutzpartei | –                | 2,6               |
| Cindy Rosenkranz             | Die PARTEI       | 2,4              | 1,4               |
| Kai Hamacher                 | FREIE WÄHLER     | 3,6              | 2,7               |
| –                            | NPD              | –                | 0,4               |
| –                            | DKP              | –                | 0,1               |
| Norman Heß                   | ÖDP              | 0,5              | 0,2               |
| Dieter Kurt Alfred Weihrauch | MLPD             | 0,2              | 0,1               |
| Thomas Wötzel                | dieBasis         | 2,1              | 1,7               |
| –                            | Die Humanisten   | –                | 0,1               |
| –                            | Piraten          | –                | 0,4               |
| –                            | Team Todenhöfer  | –                | 0,2               |
| –                            | UNABHÄNGIGE      | –                | 0,5               |
| –                            | Volt             | –                | 0,3               |
| Ralf Karl Kaun               | Einzelbewerber   | 0,2              | –                 |
| Manuela Marquardt            | Einzelbewerber   | 0,6              | –                 |

### Bundestagswahl 2017
Die Bundestagswahl am 24. September 2017 hatte folgendes Ergebnis:
| Direktkandidat    | Partei           | Erststimmen in % | Zweitstimmen in % |
| ----------------- | ---------------- | ---------------- | ----------------- |
| Martin Patzelt    | CDU              | 27,1             | 24,6              |
| Franz H. Berger   | SPD              | 17,1             | 16,5              |
| Thomas Nord       | DIE LINKE        | 19,1             | 19,0              |
| Alexander Gauland | AfD              | 21,9             | 22,1              |
| Clemens Rostock   | GRÜNE/B90        | 3,3              | 4,3               |
| Manuela Kokott    | NPD              | 1,0              | 1,1               |
| Manfred Dietrich  | FDP              | 5,1              | 6,7               |
| Philip Zeschmann  | FREIE WÄHLER     | 1,8              | 1,3               |
| Dieter Weihrauch  | MLPD             | 0,3              | 0,2               |
| –                 | BGE              | –                | 0,4               |
| Karl Voigt        | DKP              | 0,3              | 0,2               |
| –                 | DM               | –                | 0,3               |
| –                 | ÖDP              | –                | 0,2               |
| Floris Beer       | Die PARTEI       | 1,9              | 1,5               |
| –                 | Tierschutzpartei | –                | 1,8               |
| Kai Hamacher      | PIRATEN          | 0,5              | –                 |
| Ronny Meier       | Einzelbewerber   | 0,7              | –                 |

### Bundestagswahl 2013
Die Bundestagswahl am 22. September 2013 hatte folgendes Ergebnis:
| Direktkandidat    | Partei          | Erststimmen in % | Zweitstimmen in % |
| ----------------- | --------------- | ---------------- | ----------------- |
| Thomas Nord       | DIE LINKE       | 28,0             | 24,7              |
| Lars Wendland     | SPD             | 24,4             | 22,3              |
| Martin Patzelt    | CDU             | 33,9             | 33,4              |
| Rolf Offermann    | FDP             | 1,7              | 2,2               |
| Jörg Gleisenstein | GRÜNE/B90       | 3,9              | 4,0               |
| Klaus Beier       | NPD             | 4,2              | 3,1               |
| Martin Hampel     | PIRATEN         | 3,8              | 2,2               |
| —                 | REP             | —                | 0,2               |
| —                 | MLPD            | —                | 0,1               |
| —                 | AfD             | —                | 6,4               |
| —                 | pro Deutschland | —                | 0,5               |
| —                 | FREIE WÄHLER    | —                | 0,9               |

### Bundestagswahl 2009
Die Bundestagswahl 2009 hatte folgendes Ergebnis:
| Direktkandidat    | Partei    | Erststimmen in % | Zweitstimmen in % |
| ----------------- | --------- | ---------------- | ----------------- |
| Jörg Vogelsänger  | SPD       | 28,5             | 24,1              |
| Thomas Nord       | DIE LINKE | 32,3             | 31,4              |
| Christian Römhild | CDU       | 22,4             | 22,5              |
| Rolf Offermann    | FDP       | 7,5              | 8,9               |
| Annalena Baerbock | GRÜNE/B90 | 5,6              | 5,5               |
| Klaus Beier       | NPD       | 3,7              | 2,8               |
| —                 | MLPD      | —                | 0,2               |
| —                 | BüSo      | —                | 0,3               |
| —                 | DVU       | —                | 0,8               |
| —                 | REP       | —                | 0,3               |
| —                 | FWD       | —                | 0,8               |
| —                 | PIRATEN   | —                | 2,5               |

### Bundestagswahl 2005
Die Bundestagswahl 2005 hatte folgendes Ergebnis:
| Direktkandidat   | Partei         | Erststimmen in % | Zweitstimmen in % |
| ---------------- | -------------- | ---------------- | ----------------- |
| Jörg Vogelsänger | SPD            | 35,5             | 35,3              |
| Knut Paul        | CDU            | 20,5             | 19,0              |
| Lothar Bisky     | Die Linke.     | 33,3             | 29,1              |
| Andreas Stark    | FDP            | 4,0              | 6,3               |
| Clemens Rostock  | GRÜNE/B90      | 2,8              | 4,5               |
| Klaus Beier      | NPD            | 3,6              | 3,6               |
| —                | GRAUE          | —                | 1,1               |
| —                | 50Plus         | —                | 0,8               |
| —                | MLPD           | —                | 0,3               |
| Mario Knispel    | Einzelbewerber | 0,4              | —                 |